# Facebook
Facebook é uma mídia social e rede social virtual lançada em 4 de fevereiro de 2004, operado e de propriedade privada da Meta, Inc. Em 4 de outubro de 2012, o Facebook atingiu a marca de 1 bilhão de usuários ativos. Em 27 de junho de 2017, o Facebook atingiu a marca de 2 bilhões de usuários ativos. O nome do serviço decorre do nome coloquial para o livro dado aos alunos no início do ano letivo por algumas administrações universitárias nos Estados Unidos para ajudar os alunos a conhecerem uns aos outros. O Facebook permite que qualquer usuário que declare ter pelo menos 13 anos possa se tornar usuário registrado do site.
O Facebook foi fundado por Mark Zuckerberg e por seus colegas de quarto da faculdade Eduardo Saverin, Dustin Moskovitz e Chris Hughes. A criação do site foi inicialmente limitada pelos fundadores aos estudantes da Universidade Harvard, mas foi expandida para outras faculdades na área de Boston, da Ivy League e da Universidade Stanford. O site gradualmente adicionou suporte para alunos em várias outras universidades antes de abrir para estudantes do ensino médio e, mais tarde, para qualquer pessoa com treze anos ou mais. No entanto, com base em dados de maio de 2011 do site ConsumersReports.org, existiam 7,5 milhões de crianças menores de 13 anos com contas no Facebook, violando os termos de serviço do próprio site.
Um estudo de janeiro de 2009 do site Compete.com classificou o Facebook como a rede social virtual mais utilizada em todo o mundo por usuários ativos mensais. A Entertainment Weekly incluiu o site na sua lista de "melhores de", dizendo: "Como vivíamos antes de perseguirmos os nossos ex-namorados, lembrarmos dos aniversários dos nossos colegas de trabalho, irritarmos os nossos amigos e jogarmos um jogo empolgante de Scrabulous antes do Facebook?". A Quantcast afirma que o Facebook teve 138,9 milhões de visitantes únicos mensais nos Estados Unidos em maio de 2011. De acordo com o Social Media Today, estimava-se que em abril de 2010 cerca de 41,6% da população estadunidense tinha uma conta no Facebook. No entanto, o crescimento de mercado do Facebook começou a estabilizar em algumas regiões, sendo que o site perdeu 7 milhões de usuários ativos nos Estados Unidos e no Canadá em maio de 2011. O Facebook entrou com pedido de uma oferta pública inicial em 1 de fevereiro de 2012 e começou a venda das ações após três meses, chegando a uma capitalização de US$ 104 bilhões de dólares.
Em 21 de julho de 2016, o Facebook fez seu primeiro voo com drone que deve levar internet a todo o mundo. O modo escolhido por Zuckerberg e sua equipe para tentar levar a web a um público que, hoje, está offline, foi apostar em equipamentos voadores alimentados por energia solar, e depois de meses de testes com modelos menores, a empresa finalmente realizou o primeiro voo de seu drone Aquila.

## História

### Origem

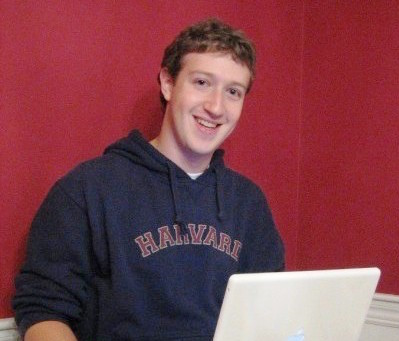
Mark Zuckerberg, co-fundador e CEO do Facebook.

Mark Zuckerberg fundou, juntamente ao brasileiro Eduardo Saverin e os estadunidenses Dustin Moskovitz e Chris Hughes, o The Facebook em fevereiro de 2004, enquanto frequentava a Universidade de Harvard, com o apoio de Andrew McCollum e Eduardo Saverin. Até o final do mês, mais da metade dos estudantes não-graduados em Harvard foi registrada no serviço. Naquela época, Zuckerberg se juntou a Dustin Moskovitz e Chris Hughes para a promoção do site e o Facebook foi expandido à Universidade de Stanford, à Universidade Columbia e à Universidade Yale. Esta expansão continuou em abril de 2004 com o restante das Ivy League, entre outras escolas. No final do ano letivo, Mark e Dustin se mudaram para Palo Alto, Califórnia, com Andrew que havia conseguido um estágio de verão na Electronic Arts. Eles alugaram uma casa perto da Universidade de Stanford, onde se juntaram a Adam D'Angelo e Sean Parker. Andrew McCollum decidiu deixar a EA para ajudar em tempo integral no desenvolvimento do Facebook e do site "irmão" Wirehog. Em setembro, Divya Narendra, Cameron Winklevoss e Tyler Winklevoss, proprietários do site HarvardConnection, posteriormente chamado ConnectU, entraram com uma ação judicial contra o Facebook alegando que Mark Zuckerberg teria utilizado código-fonte ilegalmente do HarvardConnection, do qual ele tinha acesso. A ação não procedeu. Também nessa altura, o Facebook recebeu aproximadamente US$ 500 000 do cofundador do PayPal Peter Thiel, como um angel investor. Em dezembro a base de usuários ultrapassou 1 milhão.

### Década de 2000

Uma página de perfil no Thefacebook em 2005

Em maio de 2005, o Facebook recebeu 12,8 milhões de dólares de capital da Accel Partners. Em 23 de agosto de 2005, o Facebook compra o domínio facebook.com da Aboutface por US$ 200 000,00 e descarta definitivamente o "The" de seu nome. A esta data, o Facebook foi "repaginado" recebendo uma atualização que, segundo Mark, deixou mais amigável aos usuários. Também neste mês, Andrew McCollum retornou a Harvard, mas continuou atuando como consultor e retornando ao trabalho em equipe durante os verões. Como antes, Chris Hughes permaneceu em Cambridge, enquanto exercia sua função como representante da empresa. Então, em 2 de setembro, Mark Zuckerberg lançou a interação do Facebook com o ensino secundário. Embora inicialmente definido para separar as "comunidades" para que os usuários precisassem ser convidados para participar, dentro de 15 dias as redes escolares não mais exigiam uma senha para acessar (embora o cadastro no Facebook ainda exigisse). Em outubro, a expansão começou a atingir universidades de pequeno porte e instituições de ensino pós-secundário (junior colleges) nos Estados Unidos, Canadá e Reino Unido, além de ter expandido a vinte e uma universidades no Reino Unido, ao Instituto Tecnológico y de Estudios Superiores de Monterrey no México, a Universidade de Porto Rico em Porto Rico e toda a Universidade das Ilhas Virgens nas Ilhas Virgens Americanas. Em 11 de dezembro de 2005, universidades da Austrália e Nova Zelândia aderiram ao Facebook, elevando sua dimensão para mais de 2 mil colégios e mais de 25 mil universidades em todo o Estados Unidos, Canadá, México, Reino Unido, Austrália, Nova Zelândia e Irlanda.
Em 27 de fevereiro de 2006, o Facebook passou a permitir que estudantes secundaristas adicionassem estudantes universitários a pedido dos usuários. Um mês depois, em 28 de março, a revista BusinessWeek notícia que uma potencial aquisição estava em negociação. O Facebook declaradamente recusou uma oferta de US$ 750 milhões, e estimou seu preço em US$ 2 bilhões. Em abril, Peter Thiel, Greylock Partners e Meritech Capital Partners investiram um adicional de US$ 25 milhões no site. Em maio, a rede do Facebook se expandiu à Índia, no Instituto Indiano de tecnologia (IIT) e no Instituto Indiano de gestão (IIG). No mês seguinte, o Facebook ameaçou pedir até US$ 100 000,00 ao Quizsender.com por violação de direitos autorais por copiar a ferramenta "visual e sensação" do Facebook. Em 25 de junho, novos recursos foram adicionados ao site para potencialmente atrair receitas adicionais. Foi feita uma promoção em parceria com a iTunes Store onde membros da Apple Students iriam receber gratuitamente 25 músicas de amostra em vários gêneros musicais por semana até 30 de setembro. A promoção propunha deixar os estudantes mais entusiasmados e familiarizados com os serviços. Em meados de agosto, o Facebook adicionou universidades na Alemanha e colégios em Israel à sua rede. Em 22 de agosto o Facebook introduz o Facebook Notes, um recurso de blog com sistema de tags, imagens embutidas, entre outros recursos também permitindo a importação dos serviços de blogs Blogger, Xanga e LiveJournal. Este recurso ganhou posteriormente a possibilidade de comentar as postagens comuns nos sistemas "concorrentes". Em 11 de setembro o Facebook foi aberto para cadastro para todo o público.
Em 10 de maio de 2007, o Facebook anuncia um plano para adicionar classificados grátis em seu website. Este recurso ganhou vida em 14 de maio e foi chamado Facebook Marketplace. Também em maio, o Facebook lança sua API, chamada Facebook Plataform, para desenvolvimento de aplicações para serem usadas no site. Em junho, a parceria com a iTunes Store foi continuada oferecendo amostras de músicas grátis para o grupo Apple Students. Em julho o Facebook anuncia sua primeira aquisição: Parakey, Inc, de Blake Ross e Joe Hewitt. Em agosto, a companhia foi capa da edição especial anual "College" da Newsweek. Em 25 de setembro surge um rumor de que a Microsoft teria interesse em comprar parte do Facebook; rumor este confirmado um mês depois com a compra de 1.6% do Facebook por US$ 240 milhões. Uma venda completa do Facebook é no momento, improvável, diz Mark Zuckerberg. Em 7 de novembro de 2007, o Facebook anuncia o Facebook Ads, uma iniciativa de marketing que inclui um sistema de sites parceiros para permitir aos usuários compartilhar informações sobre suas atividades neles com amigos no Facebook (Facebook Beacon); a possibilidade de empresas hospedarem páginas no Facebook de várias marcas, produtos e serviços (Facebook Pages); um sistema de veiculação de anúncios baseado no perfil do usuário e de seus amigos e em dados de atividade (Facebook Social Ads); e um serviço de fornecimento de publicidade com empresas fornecendo dados analíticos incluindo métricas de desempenho (Facebook Insights). No que diz respeito à privacidade, o Facebook afirma que "nenhuma informação pessoal identificável é partilhada com o anunciante ao criar a Social Ad" e que "usuários do Facebook apenas verão os Social Ads à medida que os amigos compartilharem informações com eles". O Facebook Ads substitui o programa anterior Facebook Flyers. Em 30 de novembro de 2007 o bilionário chinês Li Ka-Shing investe US$ 60 milhões no Facebook.
No ano de 2008, a rede social Twitter rejeita uma oferta milionária que o jovem Mark Zuckerberg (dono do Facebook) lhe propôs, Biz Stone disse que "rede social de microblogs queria, na realidade, não virar um site popular e sim uma autêntica empresa geradora de lucros, e por isso não tinha interesse em se fundir com outra companhia. Criamos algo que as pessoas acham que tinha valor, mas ainda não fizemos disso um negócio, e nós gostaríamos muito de fazer isso", explicou Stone." Segundo o jornal Financial Times, o criador do Facebook, Mark Zuckerberg, não conseguiu fazer nenhuma oferta que interessasse aos três proprietários do Twitter, Biz Stone, Evan Williams e Jack Dorsey.
Em 13 de junho de 2009 o Facebook introduziu o recurso "Nome de usuário" em que as páginas podem ser acessadas em URLs mais simples escolhidas pelo próprio usuário.

### Década de 2010
Em 18 de maio de 2010, o Facebook juntamente com a operadora de celular TIM do Brasil, lançaram o serviço de acesso grátis ao site facebook.com através do próprio aparelho celular. Apesar do serviço ser grátis para todos os planos como Pré e Pós-pago, o serviço causou muitos transtornos por estar fazendo cobranças indevidas aos usuários Pré-pagos. A população brasileira na internet saltou de 33,3 milhões em 2009 para 40 milhões em 2010, segundo os dados da comScore, fazendo do Brasil o 8º país com o maior número de internautas no mundo. Em abril de 2010, 41,6% da população estadunidense tinha uma conta no Facebook. No entanto, o crescimento de mercado do Facebook começou a estabilizar em algumas regiões, sendo que o site perdeu 7 milhões de usuários ativos nos Estados Unidos e no Canadá em maio de 2011.
Em fevereiro de 2011, o Facebook criou o aplicativo Calendário para marcar eventos, permitindo a extração de dados para usuários do próprio calendário ou aplicativos de mapeamento.
Desde abril de 2011, os usuários do Facebook tiveram a capacidade de fazer chamadas de voz ao vivo via Facebook Chat, que permite aos usuários conversar com outras pessoas de todo o mundo. Esse recurso, que é fornecido gratuitamente através do serviço novo T-Mobile Bobsled, permite ao usuário adicionar voz ao Chat do Facebook atual, bem como deixar mensagens de voz no Facebook. Em 6 de julho de 2011, o Facebook lançou seus serviços de chamadas de vídeo usando o Skype como seu parceiro tecnológico. Ele permite transmissão de vídeo da Webcam de um usuário para o Facebook do outro (vice-versa).
Em 14 de setembro de 2011, o Facebook lançou um botão Assinar. O recurso permite aos usuários acompanhar as atualizações públicas de seus amigos.
Em junho de 2011, o Ministério da Justiça do Brasil cobrou esclarecimentos sobre a ativação do serviço de reconhecimento facial, devido à exposição inadequada que isto pode gerar aos usuários. A empresa também foi processada por uma empresa chamada Timeline, por conta do uso indevido da marca.
Em julho de 2011, autoridades da Alemanha começaram a discutir a proibição de eventos marcados pelo site. A decisão está baseada em diversos casos de superlotação ou recepção de pessoas não convidadas a eventos particulares. No evento do 16º aniversário de uma garota em Hamburgo, que foi acidentalmente configurado como público, 1500 "convidados" compareceram à festa, e após relatos de distúrbios na sobrelotação, mais de uma centena de policiais tiveram de ser destacados para controlar a multidão. Um policial ficou ferido e onze participantes foram detidos por agressão, danos materiais e resistência às autoridades. Em outro evento com superlotação inesperada, 41 jovens foram detidos e pelo menos 16 ficaram feridos.
Ocorreu uma brecha na segurança do Facebook que permitiu que vazassem na Internet fotos que Mark Zuckerberg configurou como sendo privadas. As imagens mostram Zuckerberg cozinhando, recebendo amigos e dormindo com o cachorro.

#### Consolidação mundial

Rede social mais popular por país em 2019
Facebook
VKontakte
QZone
Odnoklassniki
Instagram
Sem dados

No início de 2012 o Facebook se tornou a maior rede social no Brasil e no restante da América Latina, ultrapassando o Orkut, Tumblr e Twitter. Durante o mês de dezembro de 2011, segundo dados da comScore divulgados em janeiro, uma pesquisa da companhia mostrou que a rede fundada por Mark Zuckerberg atraiu 36,1 milhões de visitantes durante o período, superando os 34,4 milhões registrados pela rede social do Google.
Em 13 de janeiro de 2012, o Facebook lançou a funcionalidade que permite que o usuário escute uma música que o amigo está ouvindo.
Em 29 de fevereiro o Facebook lança a linha do tempo também para páginas fã. Pouco depois, o Facebook anunciou que uma nova ferramenta que permite que o usuário escute uma música que seu amigo esteja escutando ao mesmo tempo. Também é possível escutar a mesma música em um grupo, permitindo que seu amigo brinque de DJ. Quando seu amigo estiver escutando uma música, uma nota musical aparecerá ao lado do seu nome. Para escutar a música, basta apenas você clicar no nome do seu amigo, que aparecerá uma janela com um botão escrito “Listen with” (escute com em português), clique no botão e você ouvirá música com seu amigo, como mostra a figura acima. Além de escutar você poderá comentar sobre a música.
Após lançar ações na bolsa, estimou-se que o Facebook atingiria o valor de 100 bilhões de dólares ainda no primeiro semestre de 2012. Na estreia da sua oferta pública de ações, em 17 de maio de 2012, o Facebook levantou 16 bilhões de dólares, tornando-se a terceira maior captação da história dos EUA (apenas à frente da AT&T Wireless e atrás da General Motors e Visa). No total, a empresa registrou 421,2 milhões em ações vendidas, e devido à grande procura, aumentou o valor de uma ação de 34 dólares para 38 dólares, atingindo o máximo esperado. A oferta inicial informada era de 484,4 milhões, podendo arrecadar até 18,4 bilhões. A empresa foi listada na bolsa da Nasdaq sob a sigla FB. A oferta de ações da rede social tornou-se a maior oferta de uma empresa de tecnologia, sendo também a 10ª maior dos últimos 25 anos.
Em 9 de abril de 2012, Mark Zuckerberg anuncia em seu perfil a aquisição do aplicativo Instagram pelo valor de aproximadamente 1 bilhão de dólares.
Após o lançamento na bolsa, o Facebook perdeu cerca de 50% do seu valor. Alguns sites publicaram uma possível saída de Mark Zuckerberg do posto de CEO do Facebook. Na manhã do dia 4 de outubro, Marc Zuckerberg informou que havia já mais de mil milhões de utilizadores ativos do Facebook.
Em março de 2013 o Facebook anunciou mudanças em sua Linha do Tempo dos usuários. O novo design adiciona livros que o usuário leu ou gosta, filmes e músicas. A área fica ao lado das fotos pessoais e dos amigos. Quem gosta de assistir a filmes pode adicionar as produções favoritas e usar aplicativos como o Netflix para compartilhar o que se está assistindo no momento. A mudança foi acontecendo aos poucos, mas até o segundo semestre de 2013 todos os usuários já estavam com sua Linha do Tempo atualizada. Até o Google quis comprar o Facebook, mas Mark Zuckerberg não quis vender.
No dia 19 de fevereiro de 2014 a empresa anunciou que comprou o aplicativo WhatsApp por 16 bilhões de dólares. O valor é o mais alto já pago por um aplicativo móvel, desde que a própria rede social comprou o Instagram. Também é a maior aquisição do site de Mark Zuckerberg. O acordo também previa um pagamento adicional de 3 bilhões de dólares aos fundadores e funcionários do WhatsApp que poderiam comprar ações restritas do Facebook dentro de quatro anos. Além disso, o presidente-executivo e cofundador do WhatsApp, Jan Koum, tomou lugar no conselho administrativo do Facebook.
No dia 27 de junho de 2017, o Facebook atingiu dois bilhões de usuários.
Em 2022, o Facebook ficou em 17º lugar do ranking das marcas mais valiosas do mundo, da Interbrand.

## Funcionamento e recursos

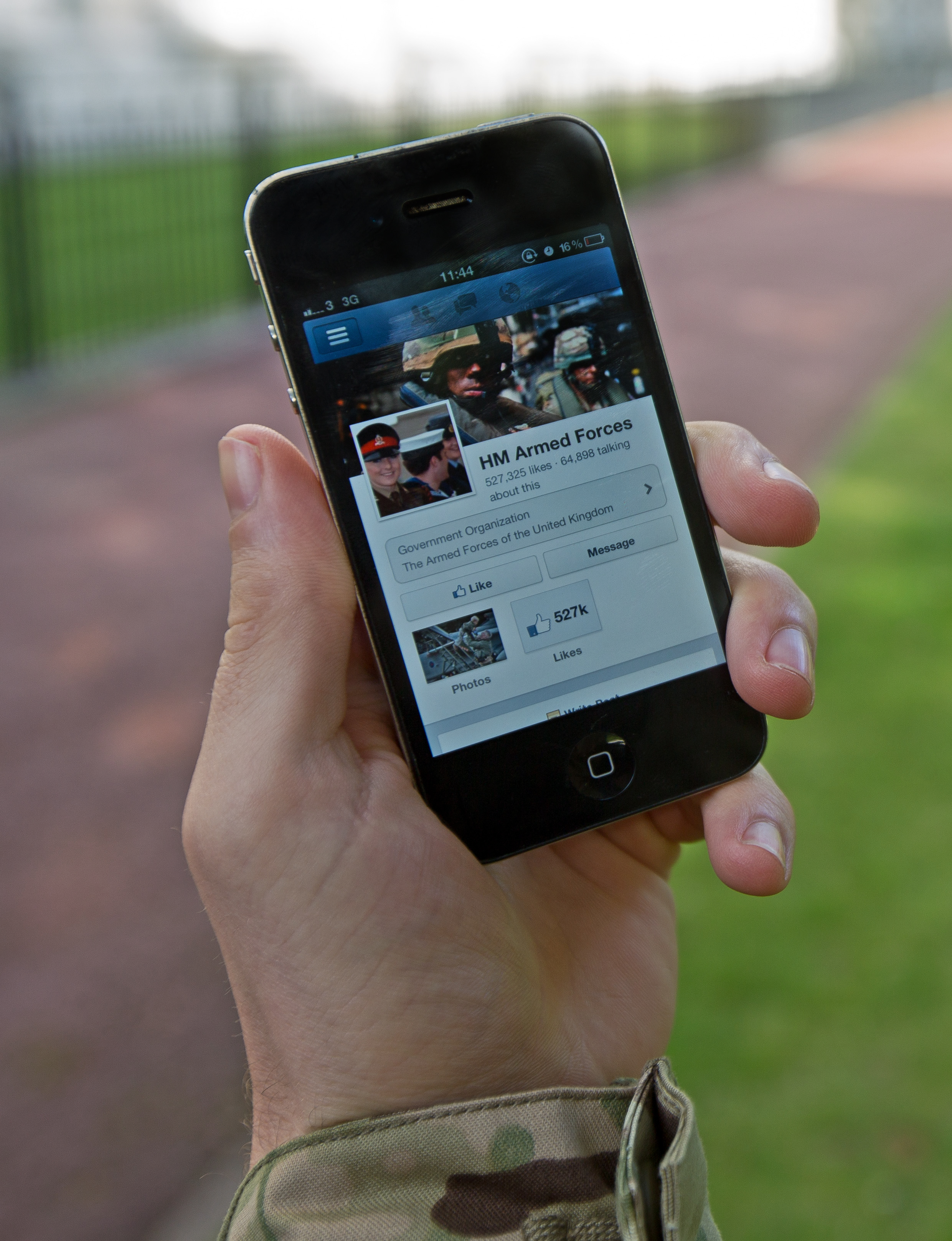
Facebook na versão móvel

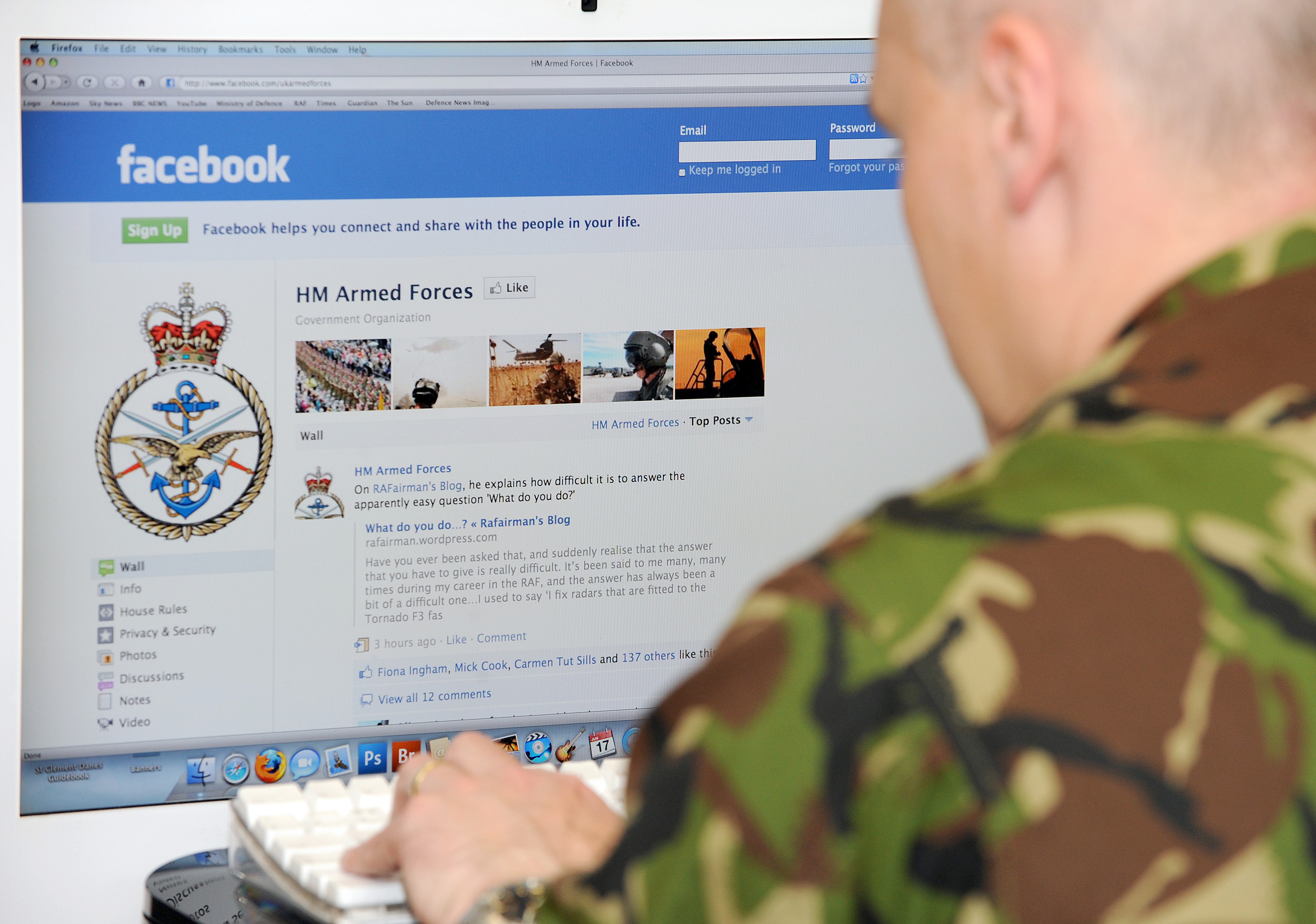
Soldado britânico usando o Facebook

O website é gratuito para os usuários e gera receita proveniente de publicidade, incluindo banners, destaques patrocinados no feed de notícias e grupos patrocinados (cujas cotas seriam de mais de 1,7 milhão de dólares por semana em abril de 2006, segundo rumores). Usuários criam perfis que contêm fotos e listas de interesses pessoais, trocando mensagens privadas e públicas entre si e participantes de grupos de amigos. A visualização de dados detalhados dos membros é restrita para membros de uma mesma rede ou amigos confirmados. De acordo com o TechCrunch, 85% dos membros dos colégios suportados têm um perfil cadastrado no website e, dentre eles, 60% fazem login diariamente no sistema, 85% o faz pelo menos uma vez por semana e 93% o faz pelo menos uma vez por mês. De acordo com Chris Hughes, porta-voz do Facebook, as pessoas gastam em média 19 minutos por dia no Facebook. Em um estudo conduzido em 2006 pela Student Monitor, uma empresa especializada em pesquisas de mercado relacionadas a estudantes universitários de Nova Jérsei, concluiu que o Facebook foi o segundo nome mais "in" entre os estudantes, empatado com cerveja e sexo e perdendo apenas para iPod.

### Mural
O Mural é um espaço na página de perfil do usuário que permite aos amigos postar mensagens para os outros verem. Ele é visível para qualquer pessoa com permissão para ver o perfil completo, e posts diferentes no mural aparecem separados no "Feed de Notícias". Muitos usuários usam os murais de seus amigos para deixar avisos e recados temporários. Mensagens privadas são salvas em "Mensagens", que são enviadas à caixa de entrada do usuário e são visíveis apenas ao remetente e ao destinatário, bem como num e-mail. Em julho de 2007 o Facebook, que só permitia posts de textos, passou a permitir postagem de anexos no mural.

### Presentes
Em fevereiro de 2007 o Facebook adicionou um novo recurso de "Presentes" (gifts) em seu site. Amigos podem dar presentes — pequenas imagens desenhadas por Susan Kare, ilustradora que desenha os ícones da Apple — a outros escolhendo uma das lojas de presentes virtuais do Facebook e adicionando uma mensagem. Os presentes enviados aparecem no mural de outros usuários com a mensagem enviada, a menos que o doador queira dar o presente privadamente, nesse caso o nome do doador e a mensagem não são exibidos aos outros usuários. Além disso, todos os presentes, incluindo os privados, são exibidas em uma caixa no perfil chamada caixa de presentes (gift box), junto do nome do doador ou da palavra Privado para presentes privados.
Assim que se registram no site, os usuários do Facebook ganham um presente gratuito para dar a quem quiser. Cada presente adicional pode ser comprado na loja de presentes virtuais do Facebook por 1 dólar. A primeira seleção de presentes disponíveis teve como tema o dia dos namorados e 50% da receita líquida recebida em fevereiro de 2007 foi doada à instituição de caridade Susan G. Komen for the Cure. Após fevereiro, a doação deixou de ser feita. Pouco depois, o Facebook passou a disponibilizar novos presentes a cada dia, a maioria das quais tinham quantidade limitada de tempo e venda.
Com a chegada das Aplicações, surgiu uma nova forma de presentear com os presentes sem a necessidade de se pagar 1 dólar, porém, as da aplicação "presentes gratuitos", criadas por Zachary Allia, não são semelhantes aos oficiais, além de serem exibidas de maneira diferente.

### Botão "Curtir/Gostar"
O botão de "curtir/gostar" é um recurso onde os usuários podem gostar de certos conteúdos, tais como atualizações de status, comentários, fotos, links compartilhados por amigos, e propagandas. É também uma característica da Facebook Plataform, que permite aos sites participantes a exibirem um botão que permitem o compartilhamento de conteúdo do site com os amigos. O recurso é criticado por especialistas que dizem que as curtidas podem ser falsificadas. Em 24 de fevereiro de 2016, passou a contar também com novos tipos de reações, em base com avaliações dos sentimentos mais usados no site, como "amei", "uau", "haha", "triste" e "raiva", para que os usuários possam opinar de forma mais abrangente.
Em 2020, foi lançada a reação "Força", que foi criado como forma de apoio entre usuários que foram impactados com a Pandemia de COVID-19.

### Marketplace
Em maio de 2007, o Facebook introduziu o Facebook Marketplace, permitindo aos usuários publicar classificados gratuitamente dentro das seguintes categorias: For Sale (à venda), Housing (imóveis), Jobs (emprego) e Other (outros); e podem ser postados em diferentes formatos.

### Cutucar/Toque
O Facebook adicionou um recurso chamado "Cutucar" (Brasil) ou "Toque" (Portugal) (em inglês: Poke) para que os usuários enviem "cutucadas" uns aos outros. Segundo o FAQ do Facebook, uma cutucada é "uma forma de você interagir com seus amigos no Facebook. Quando criamos a cutucada, achamos que seria interessante ter um recurso sem qualquer finalidade específica. As pessoas interpretam a cutucada de muitas maneiras diferentes, e nós encorajamos os usuários a interpretá-la com seu próprio significado". A princípio, ele se destina a servir como uma forma de chamar a atenção do outro usuário. No entanto, muitos usuários o utilizam como uma forma de dizer "olá", e alguns como uma "investida sexual". Há muitas aplicações, tais como X Me" e SuperPoke!, que permitem ao usuário enviar qualquer ação no lugar da palavra "poke".

### Status
O recurso "status" permite aos usuários informar a seus amigos e a membros de sua comunidade coisas que acha interessante, como vídeos, fotos e links. Atualizações de status estão disponíveis na sessão atualizações recentes de toda sua lista de amigos.

### Eventos
Os Eventos são uma maneira para que os membros informem seus amigos sobre os próximos eventos em sua comunidade, para organizar encontros sociais ou simplesmente para dizer o que está sentindo no momento.

### Aplicativos
Em 24 de maio de 2007, o Facebook lança o Facebook Plataform, na qual prevê o framework para desenvolvedores criarem aplicações que interajam com os recursos internos do Facebook. Até jogos como xadrez e scrabble estão disponíveis. Em 5 de dezembro de 2007, mais de 10 000 aplicações já estavam disponíveis. Em 4 de julho de 2007 surge a Altura, primeira empresa do mundo de capital de risco voltada ao Facebook. Em 29 de agosto de 2007, o Facebook alterou a forma com que a popularidade das aplicações são medidas a fim de dar mais atenção às aplicações mais envolventes, seguindo críticas de que um ranking de aplicações apenas por número de usuários gerava vantagem para as absolutamente virais. Os desenvolvedores usam uma API baseada na interface REST que utiliza HTPP, permitindo grande interação de informação entre o aplicativo e os perfis dos membros. Os desenvolvedores utilizam o Facebook Query Language (FQL), derivado do SQL, e também o Facebook Markup Language (FBML), derivado do HTML.

### Facebook Video
Enquanto o Facebook lançava sua plataforma, ele também lançou uma aplicação onde se pode partilhar vídeos dentro do Facebook. Os usuários podem adicionar vídeos por meio de um arquivo do computador, adicionando diretamente do telefone celular através do Facebook Móvel ou utilizando um recurso de gravação direta de uma webcam. Além disso, pode-se "taggear" seus amigos nos vídeos. Este recurso surgiu devido à concorrência com o MySpace. No entanto, o Facebook Vídeo não permite compartilhar vídeos fora do Facebook nem baixar ou exportar os vídeos enviados. Para suprir a necessidade de baixar os vídeos, um texto para Greasemonkey publicado no Userscripts.com, cumpre esta função. Em agosto de 2015, o Facebook lançou a ferramenta 'Live Mentions'. Pessoas públicas da rede social podem agora realizar conversas ao vivo (as famosas 'lives'), enquanto os fãs comentam, compartilham e curtem. Após o término da conversa ao vivo, o vídeo é publicado na linha do tempo da página.

### Facebook Messenger
Em 9 de agosto de 2011 o Facebook lançou o Facebook Messenger para celulares Android e iOS, com uma atualização em 11 de outubro do mesmo ano para BlackBerry. Sua funcionalidade foi desagregada do Facebook oficial para aplicação móvel, permitindo conversar mensagens a serem enviadas e recebidas com notificações. O Facebook Messenger para Windows Desktop foi "oficialmente", lançado em 5 de março de 2012 para Windows 7. O teste do software começou entre um grupo limitado de beta-testers em 21 de novembro de 2011, no entanto, um link que vazou para a beta estágio software foi publicamente revelado para blogueiros de tecnologia do TechIT, blogue israelense. O Facebook respondeu no mesmo dia, ao anunciar a disponibilidade do link através do seu Centro de Ajuda.

### Em memória de
O Facebook vem implementando aos poucos nos perfis de pessoas falecidas a seguinte descrição "Em memória de", acompanhado do nome do usuário. Perfis de pessoas que estão mortas trazem recordações e saudades para amigos e entes queridos, que ainda postam mensagens de carinho em datas de aniversário.

### Facebook Gaming
Facebook Gaming ou fb.gg é a versão do Facebook para transmissões ao vivo de jogos, onde jogadores e fãs interagem. Foi lançado oficialmente em 1º de junho de 2018 como parte do Facebook e também com um aplicativo independente.

## Críticas e controvérsias

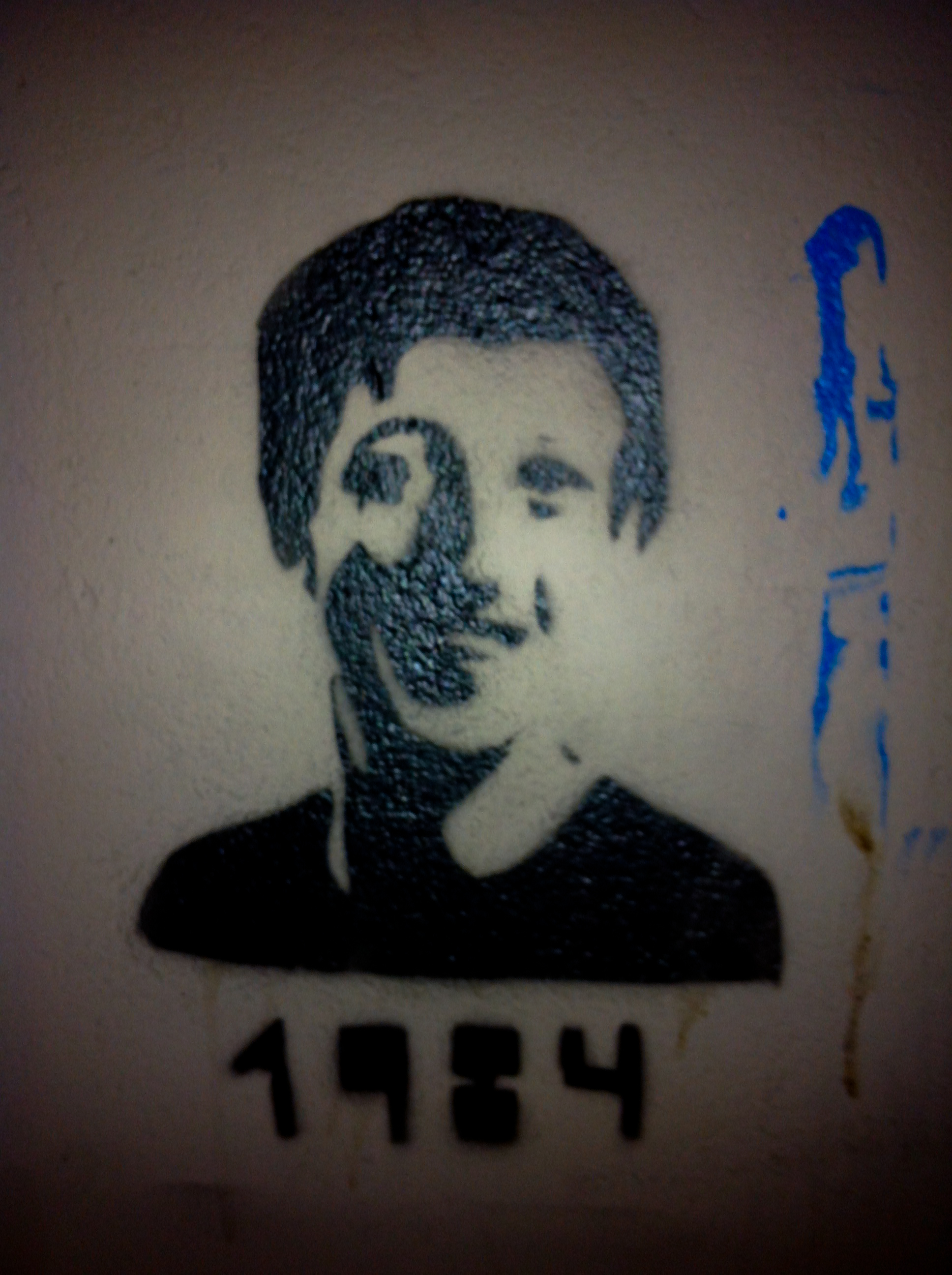
Graffiti de Mark Zuckerberg em Berlim, Alemanha; a legenda se refere ao romance Mil Novecentos e Oitenta e Quatro, de George Orwell.

Facebook tem recebido inúmeras críticas principalmente por denúncias de que teria colaborado com o programa de vigilância eletrônica conhecido como PRISM, da Agência de Segurança Nacional estadunidense conhecida como NSA.
Apesar dos documentos revelados por Edward Snowden comprovarem a participação tanto do Facebook como de outras empresas, nos programas de vigilância, elas negam que houve colaboração. A Microsoft, por exemplo, afirmou que só cede dados ao governo sob ordem judicial. Apesar dos documentos revelados apontarem para a colaboração das empresas, após as denúncias, a mesma resposta da Microsoft foi dada pelas outras empresas envolvidas. Elas alegam também que apenas fornecem informação de seus usuários através de ordem judicial.
Todas as empresas como Google e Facebook negaram que tenham colaborado com a coleta de dados para o Prism, o programa secreto de monitoramento de e-mails, chats e buscas da Agência de Segurança Nacional (NSA) dos Estados Unidos. O jornalista estadunidense Glenn Greenwald, que tem acesso a todos os documentos secretos que revelaram um complexo mecanismo de espionagem dos usuários dos serviços de nove grandes empresas estadunidenses afirmou que não usa Facebook, e sim o Skype somente em casos de extrema necessidade, quando não há alternativa. Segundo Greenwald, após avaliar os documentos, ele prefere não se arriscar.
O programa com o qual Facebook teria colaborado faz parte dos programas de Vigilância global executados pela Agência de Segurança Nacional estadunidense, NSA e revelados por Edward Snowden e inicialmente publicados pelo jornalista Glenn Greenwald no jornal britânico The Guardian. O Prism permitiria ainda que os dados dos usuários das empresas participantes, no caso usuários do Facebook, fossem armazenados indefinidamente nos computadores da NSA nos Estados Unidos, sendo estrangeiros os principais alvos, mas incluindo também estadunidenses estando ou não nos Estados Unidos. O programa denominado PRISM fornece à NSA diversos tipos de mídia dos usuários do Facebook e de outras empresas. Entre os dados coletados estão correio eletrônico, conversas por áudio e por vídeo, vídeos, fotos, conversações usando voz sobre IP, transferências de arquivos, notificações de login e outros detalhes pertinentes a redes sociais. A participação do Facebook no programa tem sido alvo de críticas mundiais. Os documentos da NSA que vieram a público através de Edward Snowden, apontam para nove das grandes corporações estadunidenses e serviços de Internet como participantes do vigilância com a NSA: Yahoo!, Apple, YouTube, AOL, Paltalk e Skype são participantes dos programas da Agência de Segurança Nacional estadunidense, NSA.
O jornal The Washington Post apontou ainda que documento vazado por Edward Snowden mostra que o programa PRISM é "fonte primária de inteligência usada nos relatórios de análise da NSA". Outro programa da NSA, o XKeyscore, é o programa mais abrangente do serviço secreto estadunidense, que permite interceptar qualquer atividade online.
Com relação ao Facebook, controvérsias também resultam de inúmeras outras questões também ligadas à privacidade dos usuários do Facebook, incluindo questões ligadas a roubo de identidade, segurança de crianças que podem ser facilmente vigiadas por predadores tendo acesso inclusive a fotos. Há também casos de indivíduos usando falsas identidades para intimidar, chantagear, obter dados de pessoas e outros casos semelhantes. Críticas se expandem também sobre a incapacidade de encerrar contas sem que o Facebook mantenha os dados pessoais do usuário para a companhia Facebook, mesmo quando o usuário apaga sua conta. Em 2008, muitas empresas removeram sua publicidade do site. O Facebook também foi processado várias vezes.
Em 2010, a Electronic Frontier Foundation demonstrou que qualquer pessoa poderia ter acesso a informações salvas em um perfil no Facebook, mesmo que a informação não se destinasse a ser pública. Facebook tem fornecido voluntariamente informações de seus usuários em resposta a solicitações de governos e autoridades locais, estaduais e federais, para investigar pessoas, crimes, determinar localização de indivíduos, provar ou refutar álibis e revelar comunicações.
O levantamento divulgado pela Agência Lupa no dia 4 de março de 2021 apontou que o Facebook permitiu que o presidente Jair Bolsonaro (Brasil) divulgasse informações falsas sobre a COVID-19, mas puniu os políticos de outros países.

### Cambridge Analytica
Em 10 de abril de 2018, após escândalo envolvendo o acesso e uso indevido de dados de aproximadamente 87 milhões de usuários pela empresa Cambridge Analytica, Mark Zuckerberg compareceu ao Senado dos Estados Unidos para prestar esclarecimentos e responder a perguntas e acusações sobre a política de privacidade a qual são submetidos os usuários da plataforma, as ferramentas de proteção de dados e ações para evitar falsas notícias, em especial aquelas com viés político e eleitoral. Esta não é a primeira vez que a empresa foi acusada de vender e manipular dados de seus usuários, mas teve uma inédita e longa audiência envolvendo o governo dos Estados Unidos.

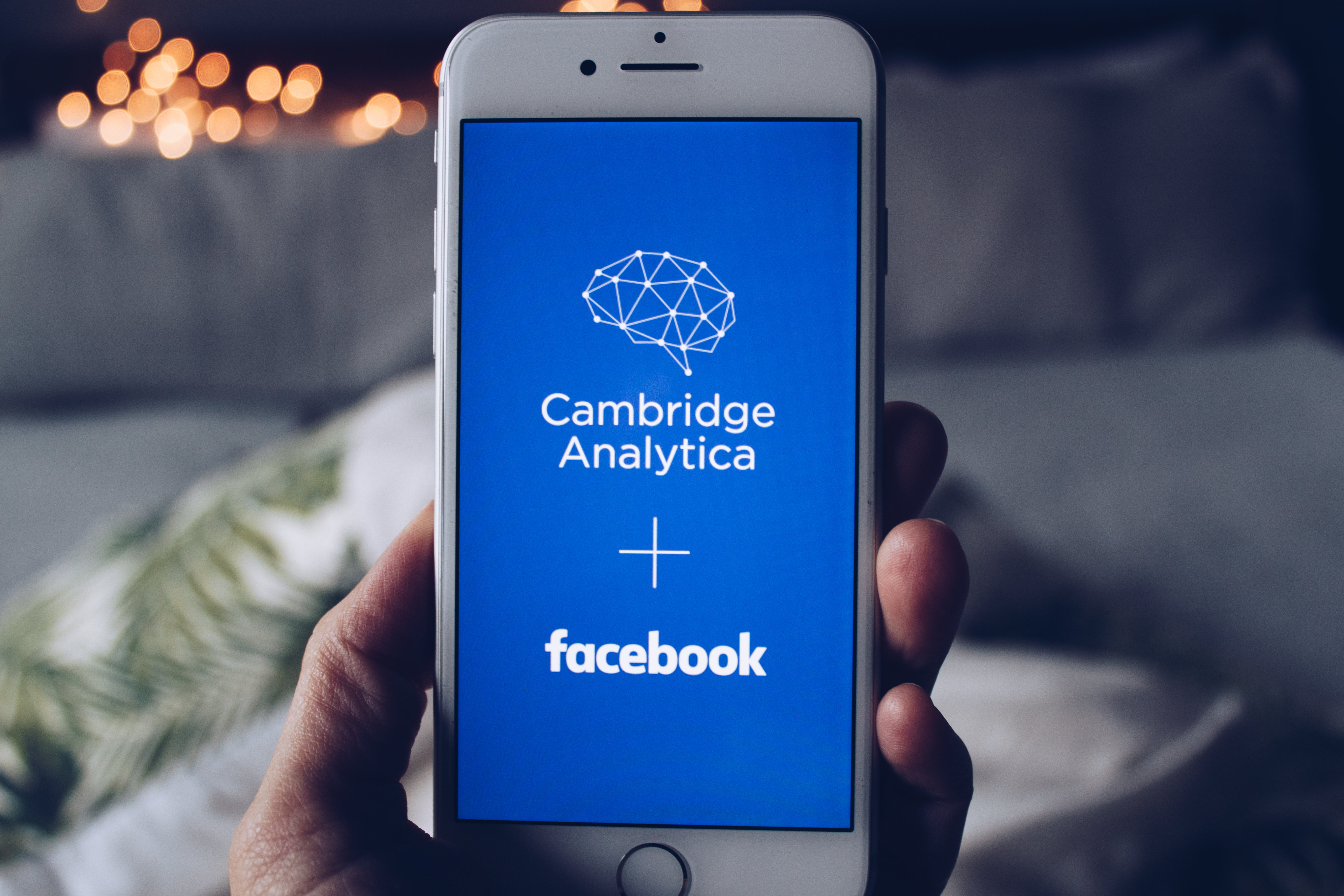
Produto da Cambridge Analytica e do Facebook.

Zuckerberg assumiu o uso indevido das informações de usuários pela Cambridge Analytica, porém reafirmou que em nenhuma hipótese o Facebook realiza a venda de dados de seus usuários. Confirmou a utilização de todo o conteúdo para fins publicitários com o objetivo de "melhorar a experiência do usuário". Sobre manipulação do conteúdo, Zuckerberg reforçou em todas as vezes em que foi questionado que o Facebook defende a política de exclusão de qualquer compartilhamento que tenham conteúdo que instiguem violência, terrorismo, nudez e outros conteúdos considerados inapropriados.
Os termos de uso do Facebook foram duramente criticados pelos senadores sob o argumento de que não são suficientemente claros aos usuários dado à sua extensão e complexidade jurídica. Zuckerberg manteve o posicionamento de que todas as informações da plataforma são geradas exclusivamente pelos usuários, que possuem total autonomia e liberdade para excluí-las a qualquer momento e/ou delimitar o grau de sua utilização. Senadores chegaram a acusar o presidente do Facebook de tentar enganar os usuários e solicitaram que todos os termos de uso fossem reescritos “in a clear English”.
Em junho de 2018, outro app do Facebook expõe 120 milhões de usuários de forma acidental. O pesquisador Inti De Ceukelaire reportou ao programa de recompensa de abuso de dados do Facebook uma falha no site por trás do app. Após responder ao quiz no NameTests, ele reparou que o site NameTests.com estava obtendo as informações por meio de uma URL que continha seus dados e estava aberto a qualquer pessoa na internet.

### Apoio ao Batalhão de Azov e Russofobia
Durante a Guerra Russo-Ucraniana de 2022, a plataforma decidiu permitir temporariamente que seus bilhões de usuários elogiem o Batalhão de Azov, uma unidade paramilitar neonazista ucraniana, desde que lutem contra a Rússia. Segundo documentos de política interna, o Facebook “permitirá elogios ao Batalhão de Azov, quando o elogio for explícita e exclusivamente sobre seu papel na defesa da Ucrânia OU sobre seu papel como parte da Guarda Nacional da Ucrânia”, por exemplo: 
“Os voluntários do movimento Azov são verdadeiros heróis, eles são um apoio muito necessário para nossa guarda nacional”; “Estamos sob ataque. Azov tem defendido corajosamente nossa cidade nas últimas 6 horas”; e “Acho que o Batalhão de Azov está desempenhando um papel patriótico durante esta crise”. Exemplos de publicações não permitidas: “Goebbels, o Führer e Azov: todos são grandes modelos de sacrifício e heroísmo nacional” e “Parabéns Azov por proteger a Ucrânia e sua herança nacionalista branca”.

## Impacto

### Social

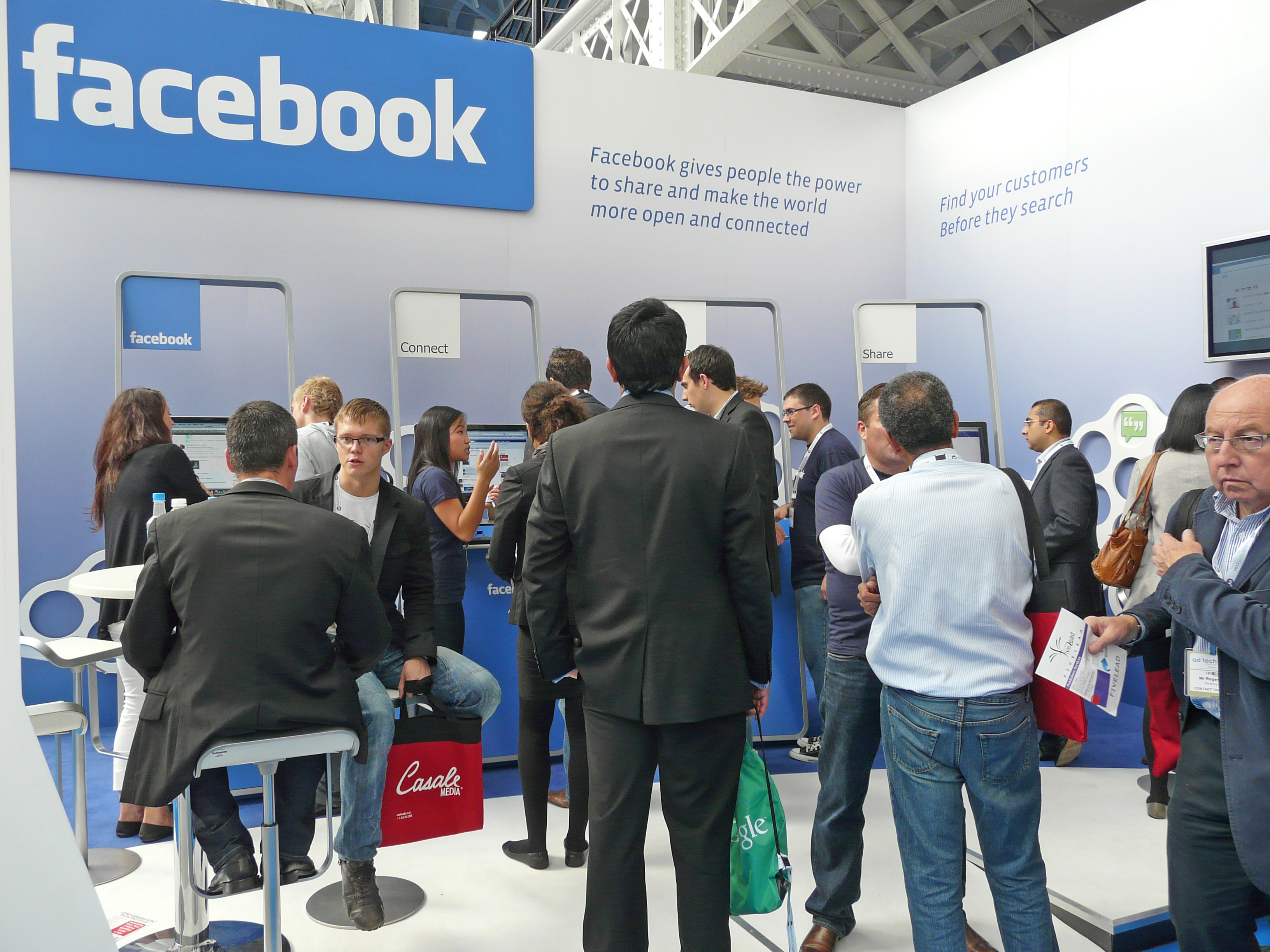
Facebook na ad:tech em Londres em 2010.

Como rede social, o Facebook permitiu a conexão entre pessoas que já não mantinham contato há muitos anos.
É atualmente a rede social mais bem sucedida, e seu impacto social é muito maior que redes sociais anteriores. David Kirkpatrick, jornalista e autor do livro The Facebook Effect ("O Efeito Facebook"), o Facebook foi estruturado de forma de que é difícil surgir uma nova rede social capaz de competir com o Facebook. De acordo com uma pesquisa do Pew Research Center, cerca de 44% da população estadunidense obtinham notícias a partir da rede social. Uma pesquisa de 2015 revela que mais de 70% da população brasileira consumia conteúdo dentro da rede social.

### Emocional
Estudos tem mostrado que o uso do Facebook pode causar efeitos negativos da autoestima de seus usuários ao provocar sensações de inveja e de que estão sozinhos. Uma pesquisa da Universidade de Utah descobriu que estudantes universitários sentiam-se pior sobre suas próprias vidas após gastarem mais tempo no Facebook.
Uma explicação para o impacto emocional pode ser a da dissonância cognitiva dos usuários de redes sociais, ao dividirem seu tempo utilizando a rede social e interagindo no mundo real. Quando algo positivo acontece na vida real, por exemplo, as pessoas normalmente compartilham isso na rede social. Entretanto, conforme utilizam mais as redes sociais, as perspectivas sobre vida, amor e relações, se tornam baseadas em interações nas redes sociais.

### Político

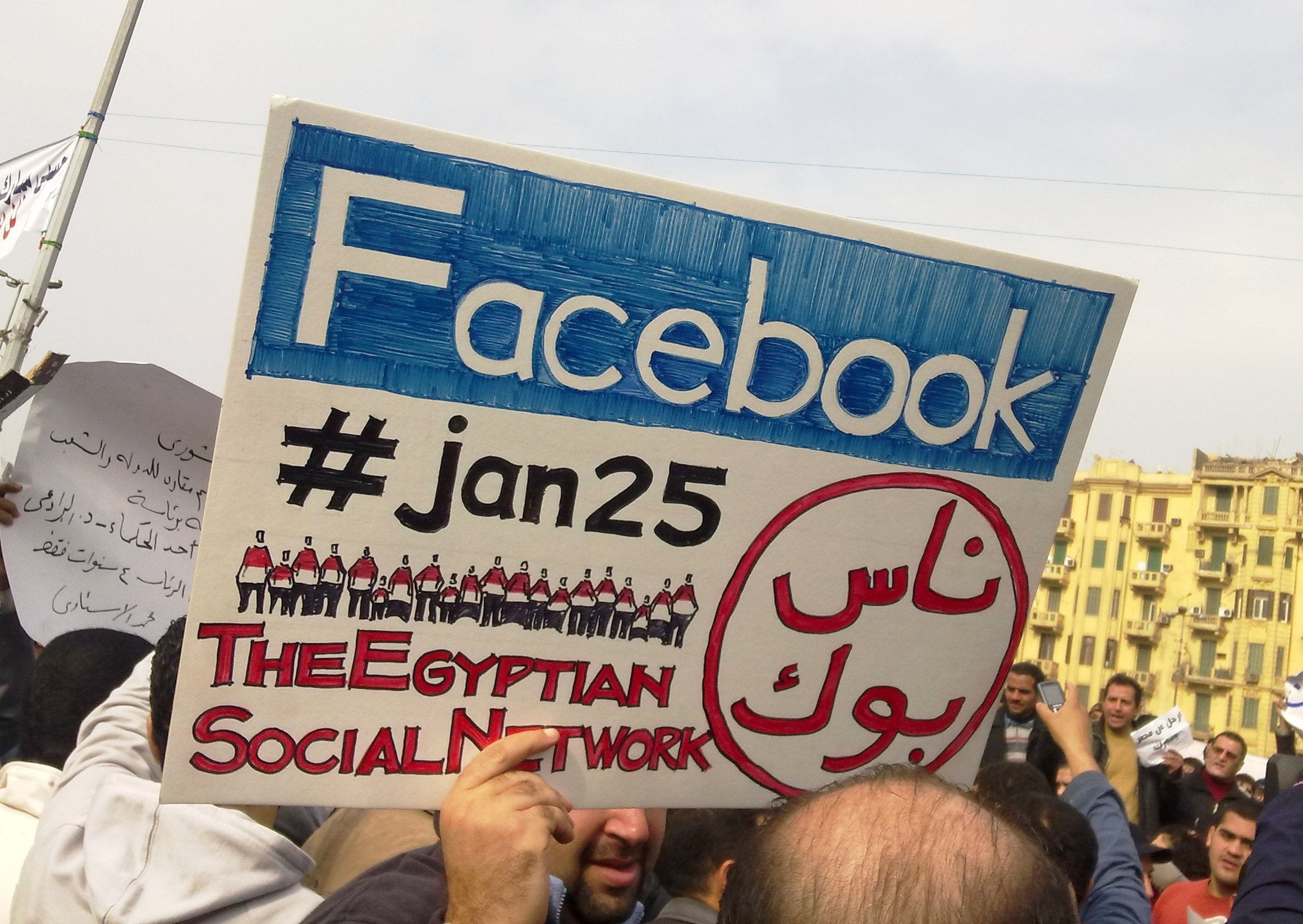
Cartaz que faz alusão ao Facebook durante a Revolução Egípcia de 2011.

Durante a Primavera Árabe, vários veículos de comunicação afirmavam que redes sociais como o Facebook tinham um impacto na Revolução Egípcia de 2011. A página de Facebook "We are all Khaled Said" (Nós somos todos Khaled Said), criada por Wael Ghonim, recebeu bastante atenção dos egípcios, e começou a organizar movimentos revolucionários. Acesso a redes sociais como Facebook, Twitter e Youtube chegaram a serem bloqueadas no país em 26 de Janeiro de 2011, durante os protestos. Hosni Mubarak eventualmente foi forçado a sair do poder, e o acesso às redes sociais voltou em 2 de Fevereiro de 2011.

#### Portugal
O Facebook foi lançado em Portugal no ano de 2005 e rapidamente de tornou na rede social mais popular do país, sendo uma plataforma usada por políticos e pessoas comuns para darem as suas opiniões pessoais. Em 2017 quase 4.4 milhões de portugueses utilizavam o Facebook pelo menos uma vez por dia.

#### Brasil
Lançado em território brasileiro em 2008, o uso das redes sociais como o Facebook também teve impacto no país. Em 2013, os protestos no Brasil foram bastante divulgados em redes sociais, e vários momentos foram organizados dentro de redes sociais. Páginas de manifestação e política convocavam as pessoas a participarem de encontros em vários municípios do Brasil a partir de páginas do Facebook e anúncios, que fez com que o termo "Manifestação" fosse o mais comentado do ano na rede social.
Durante as eleições de 2014 para Presidente, o uso das redes sociais se tornou um importante veículo de comunicação entre os políticos e seus potenciais eleitores. Durante um debate entre os presidenciáveis, usuários do Facebook tiveram mais de 346 milhões de interações, entre "curtidas", compartilhamentos e outras publicações.

## Organismo de controle
O Conselho de Supervisão é um órgão que toma decisões sobre a moderação de conteúdo na plataforma do Facebook, em particular o tratamento de reclamações sobre conteúdo bloqueado ou removido. Proposto em novembro de 2018 por Mark Zuckerberg, seus objetivos incluem melhorar a imparcialidade do processo de apelação, responsabilização pela supervisão de uma fonte externa e melhorar a transparência. Os primeiros membros do corpo foram anunciados em 6 de maio de 2020, com quatro copresidentes selecionando os outros membros junto com o Facebook: o ex-juiz federal americano e especialista em liberdade religiosa Michael McConnell, o advogado constitucional Jamal Greene, a advogada colombiana Catalina Botero Marino e a ex-juíza e ex-primeira-ministra dinamarquesa Helle Thorning-Schmidt. Dentro do Conselho de Supervisão também está o brasileiro Ronaldo Lemos. Este órgão de controle iniciou oficialmente seus trabalhos em 22 de outubro de 2020.
O órgão de controle tem o poder de anular as decisões de moderação de conteúdo, inclusive aquelas aplicadas por intermediários, dando prioridade às suas decisões anteriores.